# یواس‌اس ویسکانسین (بی‌بی-۹)
یواس‌اس ویسکانسین (بی‌بی-۹) (به انگلیسی: USS Wisconsin (BB-9)) یک کشتی بود که طول آن ۳۷۴ فوت (۱۱۴ متر) بود. این کشتی در سال ۱۸۹۸ ساخته شد.